# Benjamin Stanley Rosenthal

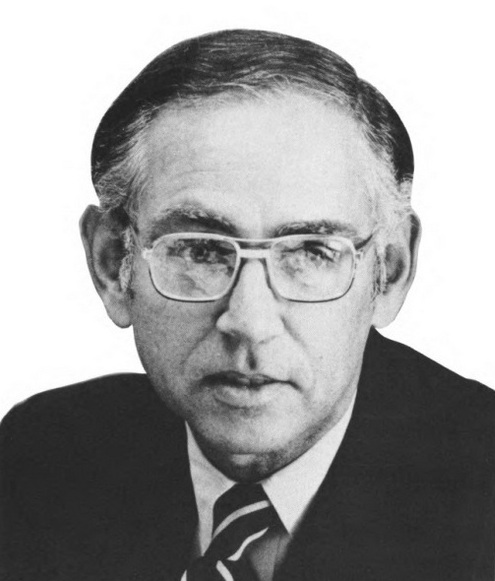
Benjamin Stanley Rosenthal

Benjamin Stanley Rosenthal (* 8. Juni 1923 in New York City; † 4. Januar 1983 in Washington, D.C.) war ein US-amerikanischer Soldat, Jurist und Politiker. Zwischen 1962 und 1983 vertrat er den Bundesstaat New York im US-Repräsentantenhaus.

## Werdegang
Benjamin Stanley Rosenthal wurde ungefähr fünf Jahre nach dem Ende des Ersten Weltkrieges in New York City geboren. Er besuchte öffentliche Schulen, dann die Long Island University und das City College. Rosenthal diente im Zweiten Weltkrieg zwischen 1943 und 1946 in der US Army. Er ging dann auf die Brooklyn Law School, die er 1949 mit einem Bachelor of Laws wieder verließ. Seinen Master of Laws machte er 1952 an der New York University. Die Zulassung als Anwalt erhielt er 1949 und begann dann in New York City zu praktizieren. Eine Zulassung am New York Supreme Court folgte 1954. Politisch gehörte er der Demokratischen Partei an.
Er wurde in einer Nachwahl am 20. Februar 1962 im sechsten Wahlbezirk von New York in das US-Repräsentantenhaus in Washington D.C. gewählt, um dort die Vakanz zu füllen, die durch den Rücktritt von Lester Holtzman entstand. Danach kandidierte er im Jahr 1964 im achten Wahlbezirk von New York für einen Kongresssitz. Nach einer erfolgreichen Wahl trat er am 4. Januar 1965 die Nachfolge von Victor Anfuso an. Er wurde neun Mal in Folge wiedergewählt. 1982 wählte man ihn im siebten Wahlbezirk von New York in das US-Repräsentantenhaus. Rosenthal trat am 4. Januar 1983 die Nachfolge von Joseph Patrick Addabbo an, verstarb allerdings am selben Tag. Sein Leichnam wurde dann auf dem Beth-David Cemetery in Elmont beigesetzt.